# Дореволюционная биография Сталина

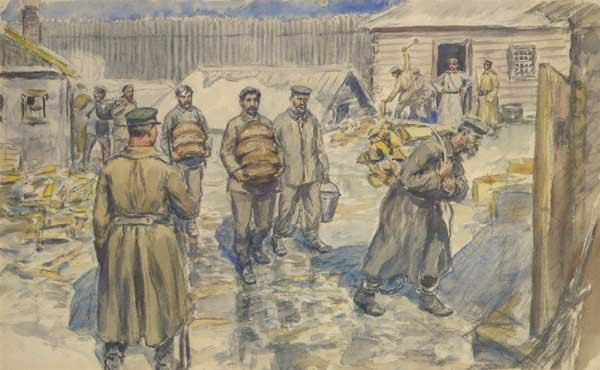
Иосиф Джугашвили на каторге. Картина Ивана Владимирова

Дореволюционная биография Сталина имеет множество противоречивых моментов, которые в официальной советской биографии пропущены, но в различных вариантах представлены в трудах его политических оппонентов. Историки в силу их политических взглядов или предубеждений также по-разному освещают этот вопрос.

## Происхождение

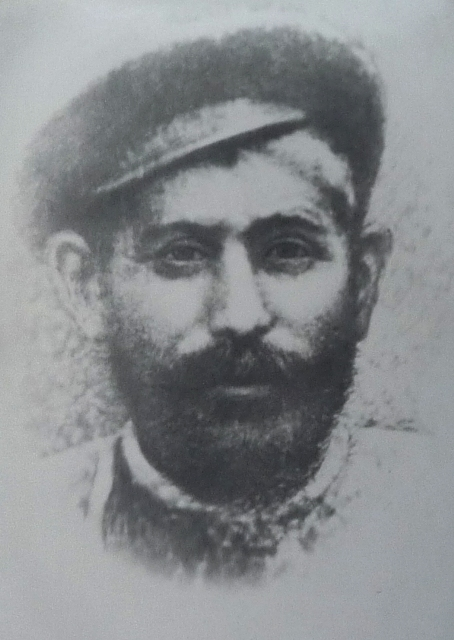
Виссарион Иванович Джугашвили

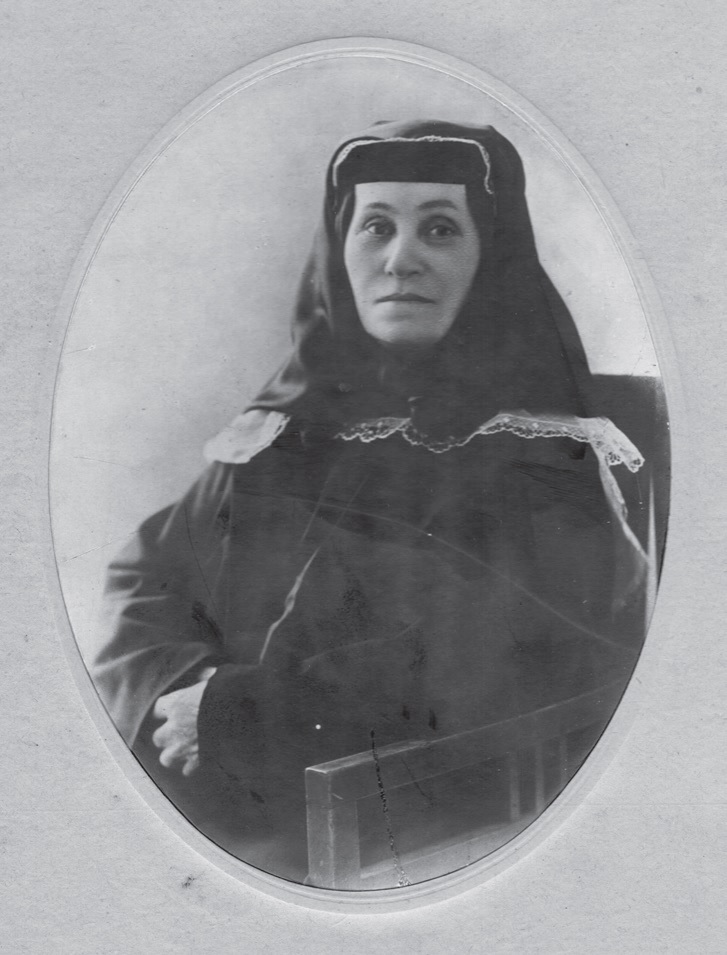
Екатерина Георгиевна Джугашвили

Иосиф Джугашвили родился в грузинской семье (в ряде источников высказываются версии об осетинском происхождении предков Сталина) в городе Гори Тифлисской губернии и был выходцем из низшего сословия.
При жизни Сталина и долгое время после его смерти считалось, что он родился 9 (21) декабря 1879 года, однако позднее исследователи установили иную дату рождения Иосифа — 6 (18) декабря 1878 года и дату крещения — 17 (29) декабря 1878 года.
У Сталина были телесные дефекты: сросшиеся второй и третий пальцы на левой ноге, лицо в оспинах. В 1885 году Иосифа сбил фаэтон, в результате чего мальчик получил сильную травму руки и ноги, и вследствие этого на всю жизнь левая рука осталась короче правой и плохо сгибалась в локте. Рост — 162 см (2 аршина 4,5 вершка) (по другим сведениям, в полицейских досье 1904—1913 годов указан рост И. Джугашвили: 169 см и 174 см, по сведениям историка Б. С. Илизарова до конца жизни Сталин весил около 70 кг при росте 170 см). В связи с этими особенностями внешности, по мнению американского литературоведа-русиста Дэниела Ранкур-Лаферрьера, Иосиф с детства мог испытывать чувство неполноценности, что могло сказаться на формировании его характера и психики.

## Родители
Отец — Виссарион (Бесо), происходил из крестьян села Диди-Лило Тифлисской губернии, по профессии — сапожник. Подверженный пьянству и приступам ярости, он якобы жестоко избивал Екатерину и маленького Coco (Иосифа). Был случай, когда ребёнок попытался защитить мать от избиения. Он бросил в Виссариона нож и пустился наутёк. Согласно воспоминаниям сына полицейского в Гори, в другой раз Виссарион ворвался в дом, где находились Екатерина и маленький Coco, и набросился на них с побоями, нанеся ребёнку травму головы. Иосиф был третьим сыном в семье, первые двое умерли во младенчестве. Через некоторое время после рождения Иосифа дела у отца пошли неважно, и он запил. Семья часто меняла жильё. В конечном счёте Виссарион оставил жену, при этом попытался забрать сына, но Екатерина не отдала его.
Когда Coco было одиннадцать лет, Виссарион «погиб в пьяной драке — кто-то ударил его ножом». К тому времени сам Coco проводил много времени в уличной компании молодых хулиганов Гори.
Мать — Екатерина Георгиевна (Кеке)— происходила из семьи крепостного крестьянина (садовника) Геладзе села Гамбареули, работала подёнщицей. Была обременённой тяжёлым трудом женщиной-пуританкой, которая часто колотила своего единственного оставшегося в живых ребёнка, но была безгранично предана ему. Друг детства Сталина Давид Мачавариани говорил, что «Като окружала Иосифа чрезмерной материнской любовью и, подобно волчице, защищала его от всех и вся. Она изматывала себя работой до изнеможения, чтобы сделать счастливым своего баловня». Екатерина, однако, по утверждению некоторых историков, была разочарована, что её сын так и не стал священником.
Большинство сведений о родителях и детстве Сталина берет своё начало из социал-демократической эмигрантской публицистики 1920—1930-х годов (и, в частности, Иосифа Иремашвили), большинство авторов которой не были свидетелями детских лет Сталина и пользовались в основном слухами, достоверных подтверждений которым до сих пор не найдено. В якобы тяжёлом детстве Сталина они пытались найти причины его репрессивной политики времён коллективизации и террора, используя для этого новомодные психологические теории. Так исследовательница ранней жизни Сталина Ольга Эдельман пишет:

 Особенности его личности выводились из впечатлений детства в полном соответствии с фрейдовским учением. В центре внимания оказывалась обстановка в семье. Противоречивые свидетельства нескольких грузинских мемуаристов приводили к дискуссиям: был ли Виссарион Джугашвили горьким пьяницей; бил ли он маленького Иосифа; в какой момент Виссарион покинул семью; стоит ли доверять сведениям о любовниках Екатерины Джугашвили; была ли она строга к единственному сыну или безмерно его баловала и т. д. Соответственно выстраивались гипотезы идущего из детства невротического поведения, Иосиф Джугашвили представал то ребёнком, оказавшимся между жестоким отцом и обожающей матерью, то избалованным материнским любимчиком с завышенной самооценкой и комплексом отсутствующего отца.
— Ольга Эдельман. СТАЛИН, КОБА И СОСО. Молодой Сталин в исторических источниках
Сам Сталин отрицал утверждения о том, что родители били его или плохо к нему относились.

## Образование

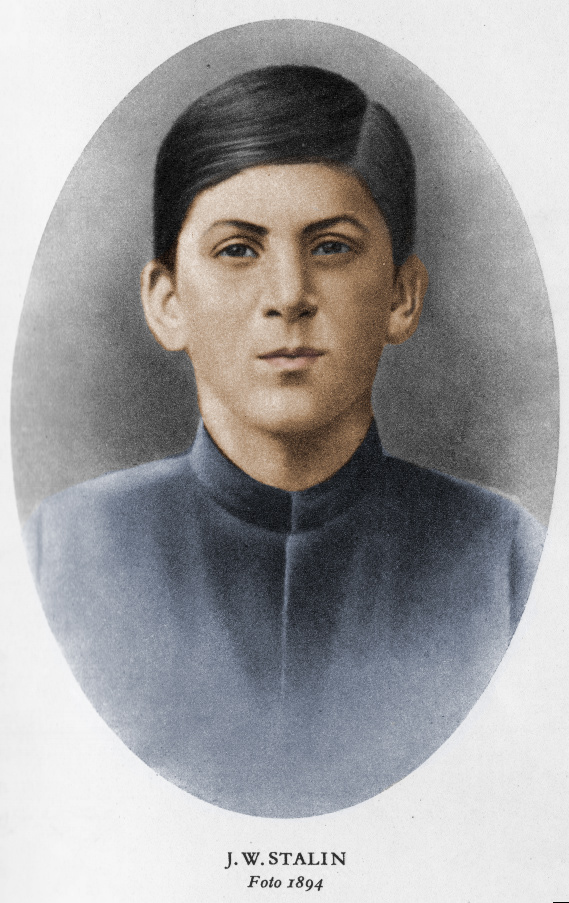
Сосо́ Джугашвили во время обучения в школе

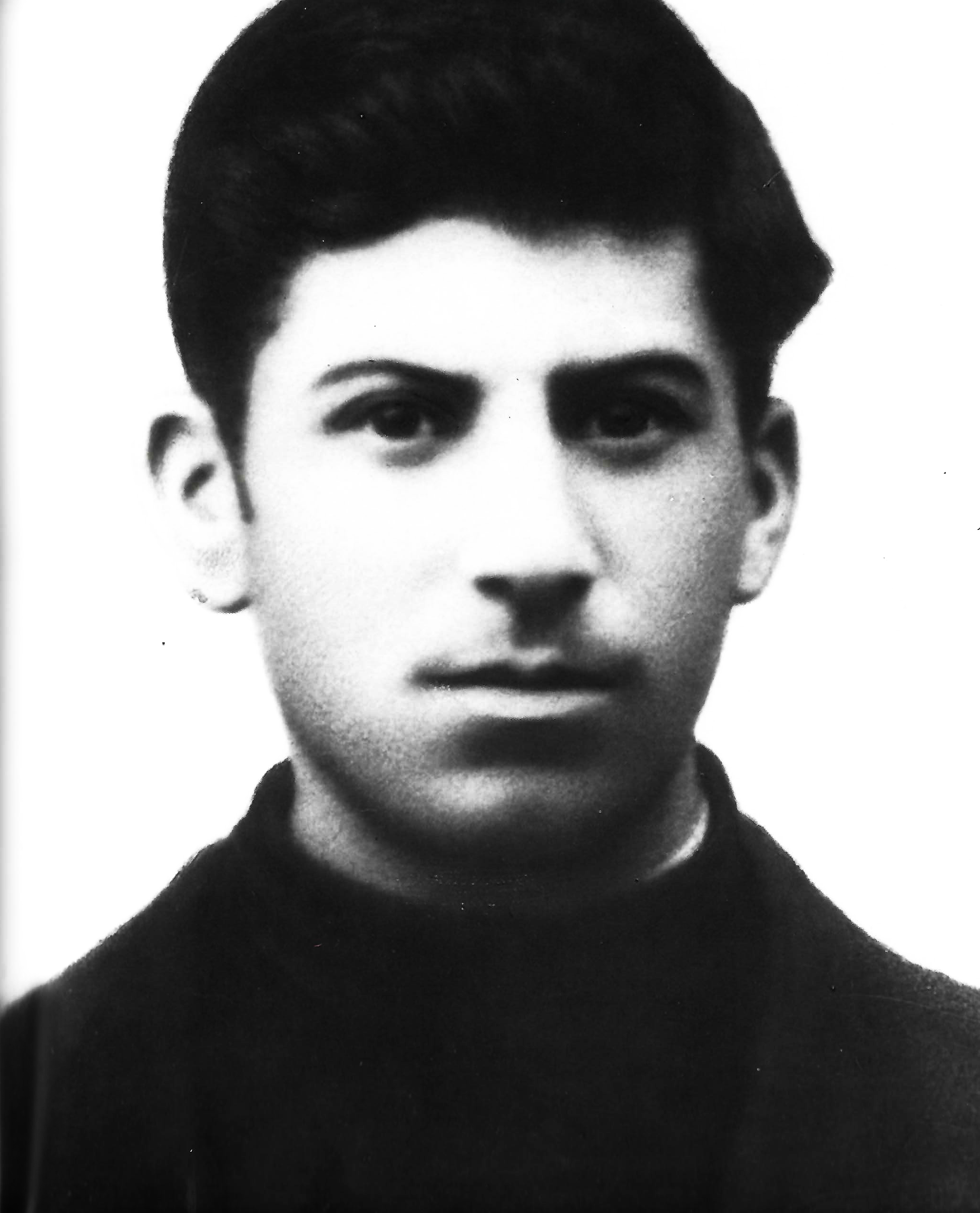
Джугашвили -ученик Тифлисской духовной семинарии

В 1886 году Екатерина Георгиевна хотела определить Иосифа на учёбу в Горийское православное духовное училище. Однако, поскольку ребёнок совершенно не знал русского языка, поступить в училище не удалось. В 1886—1888 годах по просьбе матери обучать Иосифа русскому языку взялись дети священника Христофора Чарквиани. Результатом обучения стало то, что в 1888 году Сосо поступил не в первый подготовительный класс при училище, а сразу во второй подготовительный.
С 1889 по 1894 год Иосиф Джугашвили обучался в училище.

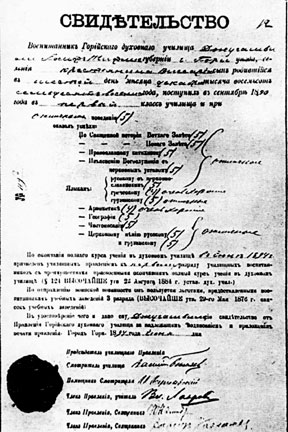
Свидетельство об окончании И. Джугашвили Горийского духовного училища (1894)

В сентябре 1894 года Иосиф сдал приёмные экзамены и был зачислен в православную Тифлисскую духовную семинарию. Начав обучение как отличник, он уже к третьему классу стал превращаться в отстающего ученика, а в четвёртом был оставлен на осень для переэкзаменовки. За пятый класс Иосиф Джугашвили экзамены уже не сдавал, имея средний балл по сочинению 2,5, а по остальным предметам — 3.
По официальной советской версии, в семинарии И. Джугашвили познакомился с марксизмом и к началу 1895 года вступил в контакты с подпольными группами революционных марксистов, высланных правительством в Закавказье (среди них: И. И. Лузин, О. А. Коган, Г. Я. Франчески, В. К. Родзевич-Белевич и др.). Впоследствии сам Сталин вспоминал: «В революционное движение я вступил с 15-летнего возраста, когда я связался с подпольными группами русских марксистов, проживавших тогда в Закавказье. Эти группы имели на меня большое влияние и привили мне вкус к подпольной марксистской литературе». Однако С. Девдориани вспоминал, как пригласил семнадцатилетнего Сосо Джугашвили в «нелегальный кружок» осенью 1896 года. Члены кружка занимались обсуждением официально разрешённых цензурой изданий, а нелегальность была обусловлена действующим для семинаристов запретом чтения светской литературы.
По мнению английского историка Саймона Себаг-Монтефиоре, Сталин был чрезвычайно одарённым учеником, получавшим высокие оценки по всем предметам: математике, богословию, греческому языку, русскому языку. Сталину нравилась поэзия, и в юности он сам писал стихи на грузинском языке.

## Начало революционной деятельности
Приобщение Иосифа Джугашвили к социал-демократическому движению началось зимой 1897/98 г. В 1898 году он получает опыт пропагандиста на встрече с рабочими на квартире революционера Вано Стуруа и вскоре начинает руководить рабочим кружком из молодых железнодорожников. В том же году Иосиф вступает в грузинскую социал-демократическую организацию «Месаме-даси» («Третья группа»). Вместе с В. З. Кецховели и А. Г. Цулукидзе Джугашвили входит в эту организацию, большинство которой стояло на позициях «легального марксизма». Впоследствии — в 1931 году — в интервью немецкому писателю Эмилю Людвигу на вопрос «Что вас толкнуло на оппозиционность? Быть может, плохое обращение со стороны родителей?» Сталин ответил : «Нет. Мои родители обращались со мной совсем неплохо. Другое дело — духовная семинария, где я учился тогда. Из протеста против издевательского режима и иезуитских методов, которые имелись в семинарии, я готов был стать и действительно стал революционером, сторонником марксизма…».
29 мая 1899 года, на пятом году обучения, не пройдя полного курса, Иосиф был исключён из семинарии с мотивировкой «за неявку на экзамены по неизвестной причине» (вероятно, фактической причиной исключения была деятельность Иосифа Джугашвили по пропаганде марксизма среди семинаристов и рабочих железнодорожных мастерских). В свидетельстве, выданном Иосифу Джугашвили по исключении, значилось, что он может служить учителем начальных народных училищ.
После исключения из семинарии Джугашвили некоторое время занимался репетиторством. Среди его учеников, в частности, был и его ближайший друг детства Симон Тер-Петросян (будущий революционер Камо). С конца декабря 1899 года Джугашвили в качестве вычислителя-наблюдателя был принят в Тифлисскую физическую обсерваторию:с.25.

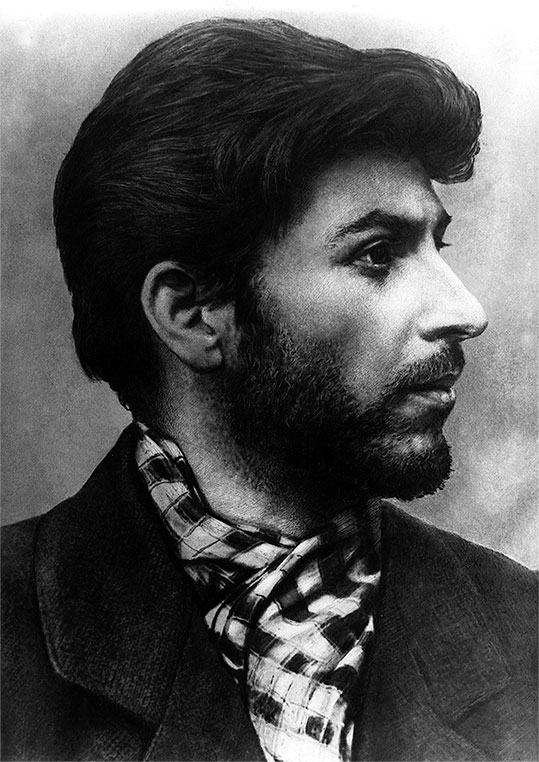
Коба, член марксистского кружка (1902)

23 апреля 1900 года Иосиф Джугашвили, Вано Стуруа и Закро Чодришвили организовали рабочую маёвку, на которую собралось 400—500 рабочих. На митинге среди прочих выступил сам Иосиф. Это выступление было первым появлением Сталина перед большим собранием людей. В августе того же года Джугашвили участвовал в подготовке и проведении крупного выступления рабочих Тифлиса — стачке в Главных железнодорожных мастерских. В организации протестов рабочих приняли участие рабочие-революционеры: М. И. Калинин (высланный из Петербурга на Кавказ), С. Я. Аллилуев, а также М. З. Бочоридзе, А. Г. Окуашвили, В. Ф. Стуруа. С 1 до 15 августа в забастовке приняло участие до четырёх тысяч человек. В результате более пятисот забастовщиков были арестованы.
21 марта 1901 года полиция произвела обыск в физической обсерватории, где жил и работал Джугашвили. Сам он, однако, избежал ареста и перешёл на нелегальное положение, став революционером-подпольщиком.:с.26-27
В сентябре 1901 года в типографии «Нина», организованной Ладо Кецховели в Баку, начала печататься нелегальная газета «Брдзола» («Борьба»). Передовая первого номера принадлежала двадцатидвухлетнему Иосифу Джугашвили. Эта статья является первой известной политической работой Сталина:с.28.

## До 1917
11 ноября 1901 года на конференции тифлисской социал-демократической организации Джугашвили был избран членом Тифлисского комитета РСДРП. В конце ноября, по поручению Тифлисского комитета, он выехал в Батум для создания социал-демократической организации. 5 апреля 1902 года Джугашвили был арестован, содержался в батумской и кутаисской тюрьмах. В начале марта 1903 года на первом съезде кавказских социал-демократических организаций, на котором был оформлен Кавказский союз РСДРП, Джугашвили был заочно избран в состав Кавказского союзного комитета РСДРП. Осенью 1903 года Джугашвили был выслан на три года в ссылку в село Новая Уда Балаганского уезда Иркутской губернии. 27 ноября 1903 года прибыл на место, но уже 5 января 1904 года бежал и в феврале прибыл в Батум. В конце 1903 года состоялось личное заочное (по переписке) знакомство Сталина с Лениным, подметившим его и приславшим ему письмо.

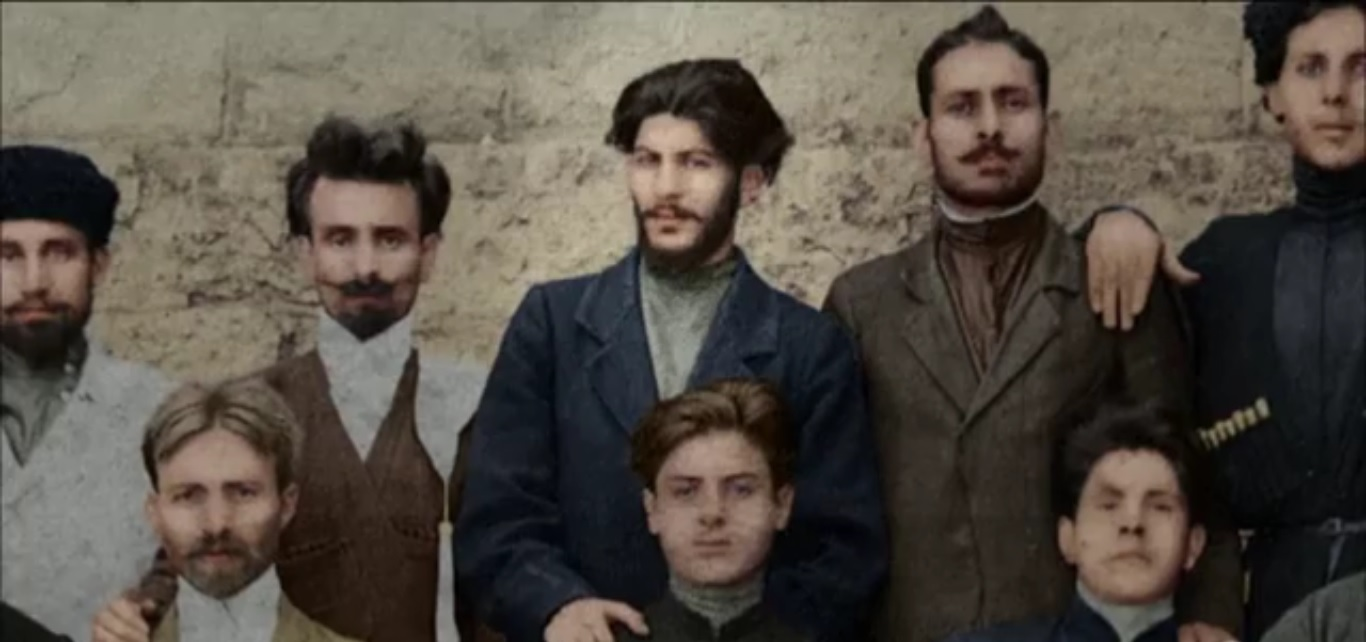
Сталин в группе заключенных в тюрьме Кутаиса, 1903 г. (раскрашенная часть групповой фотографии)

Джугашвили столкнулся с враждебностью секретаря Батумского комитета РСДРП И. И. Рамишвили, который заподозрил его в сотрудничестве с полицией. Чтобы снять с себя подозрения, Джугашвили обратился к члену руководства Кавказского союза РСДРП М. Г. Цхакая. Цхакая, решив проверить молодого товарища, познакомил его с принятой на II съезде РСДРП (1903) программой и попросил изложить своё мнение. В итоге появилась статья Джугашвили «Как понимает социал-демократия национальный вопрос». Статья произвела на Цхакая хорошее впечатление, и он направил Джугашвили в Кутаисский район, в Имеретино-Мингрельский комитет, представителем Кавказского союзного комитета.
Вся работа Джугашвили, решительно примкнувшего к большевистскому крылу партии, в этот период проходит под флагом ожесточенной борьбы с меньшевизмом. В 1904—1905 годах он организовывает типографию в Чиатуре, участвует в декабрьской стачке 1904 года в Баку.
В период Первой русской революции 1905—1907 годов Иосиф Джугашвили пишет листовки, участвует в издании большевистских газет, посещает Батум, Новороссийск, Кутаис, Гори, Чиатуру. В феврале 1905 года участвует в вооружении рабочих Баку в целях воспрепятствования армяно-азербайджанским столкновениям на Кавказе. В сентябре 1905 года участвует в попытке захвата Кутаисского цейхгауза. Осенью 1905 года организует боевую дружину в Тифлисе.
В декабре 1905 года Сталин принял участие в I конференции РСДРП в Таммерфорсе, где он впервые встретился с В. И. Лениным.
В мае 1906 года на IV съезде РСДРП в Стокгольме Сталин познакомился с Ф. Э. Дзержинским, Ф. А. Сергеевым, К. Е. Ворошиловым, М. В. Фрунзе. Выступая на съезде, Сталин вступил в полемику с Лениным по аграрному вопросу. Участие в съезде выводит его на общероссийский уровень. Один из первых грузинских социалистов Р. Каладзе даже назвал Сталина в 1906 году «Кавказским Лениным».

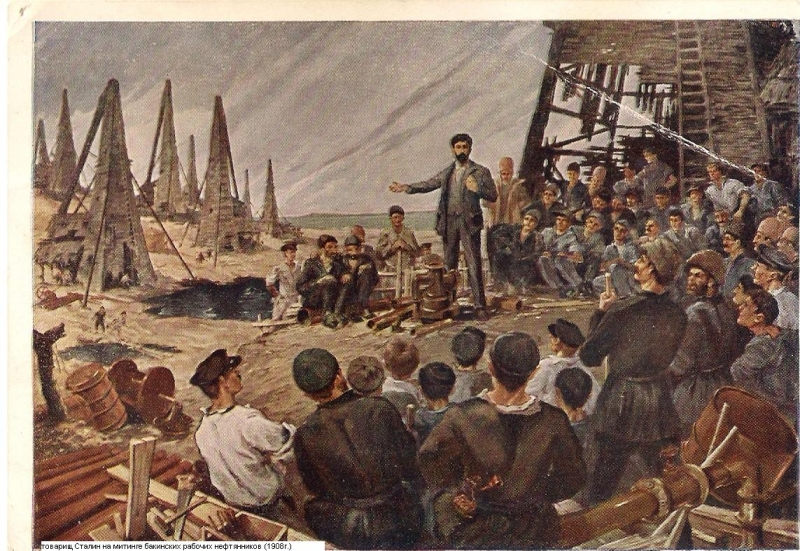
Сталин агитирует рабочих на бакинских нефтяных промыcлах. (Рисунок сталинского времени)

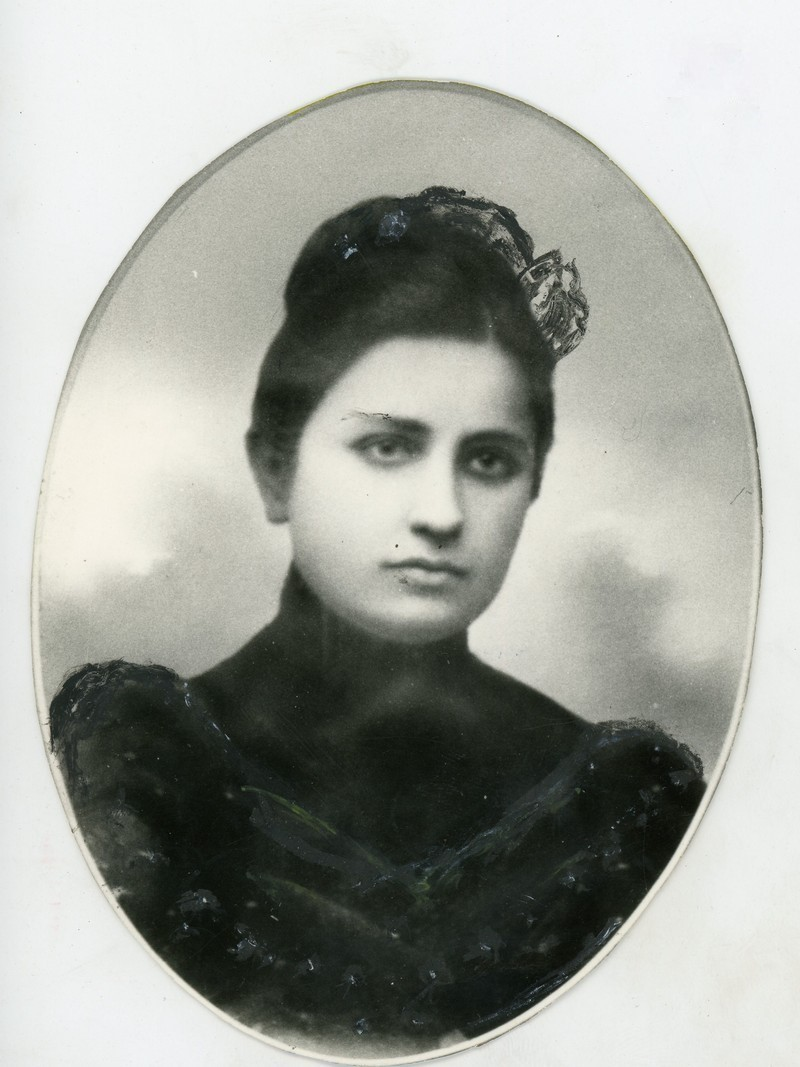
Екатерина Сванидзе — первая жена Сталина

В ночь на 16 июля 1906 года в тифлисской церкви Святого Давида Иосиф Джугашвили обвенчался с Екатериной Сванидзе. Их тайно обвенчал однокашник Кобы по семинарии священник Христисий Хинвалели. На свадьбе тамадой был Михаил Цхакая. Екатерина уже ждала ребёнка. В конце 1907 года жена Сталина умерла от тифа. От этого брака в 1907 году появился первый сын Сталина — Яков.
В 1907 году Сталин — делегат V съезда РСДРП в Лондоне, в 1907—1908 годах — один из руководителей Бакинского комитета РСДРП.
По мнению ряда историков, Сталин был причастен к т. н. «Тифлисской экспроприации» лета 1907 года, в которой под руководством революционера Камо было совершено вооружённое нападение на карету казначейства (похищенные (экспроприированные) деньги предназначались на нужды партии). Уже тогда, по мнению историков, у него проявились качества, которые будут отличать его и в последующие годы: склонность к насилию и параноидальность
В 1907 году, как вспоминал он сам, ему пришлось прожить в Берлине 2—3 месяца.
25 марта 1908 года Сталин был арестован в Баку и заключён в Баиловскую тюрьму. С 27 февраля по 24 июня 1909 года находился в ссылке в городе Сольвычегодске Вологодской губернии; из ссылки бежал. В марте 1910 года снова заключён в Баиловскую тюрьму и затем возвращён в Сольвычегодск, где находился с 29 октября 1910 по 6 июля 1911 года. После очередного побега из ссылки, с февраля до лета 1911 года находился на подпольной работе в Петербурге. C декабря 1911 года по февраль 1912 года Сталин находится в ссылке в Вологде. В ночь на 29 февраля 1912 года он снова бежал. На пленуме ЦК РСДРП после VI (Пражской) Всероссийской конференции РСДРП (январь 1912) был заочно кооптирован в ЦК и Русское бюро ЦК РСДРП.

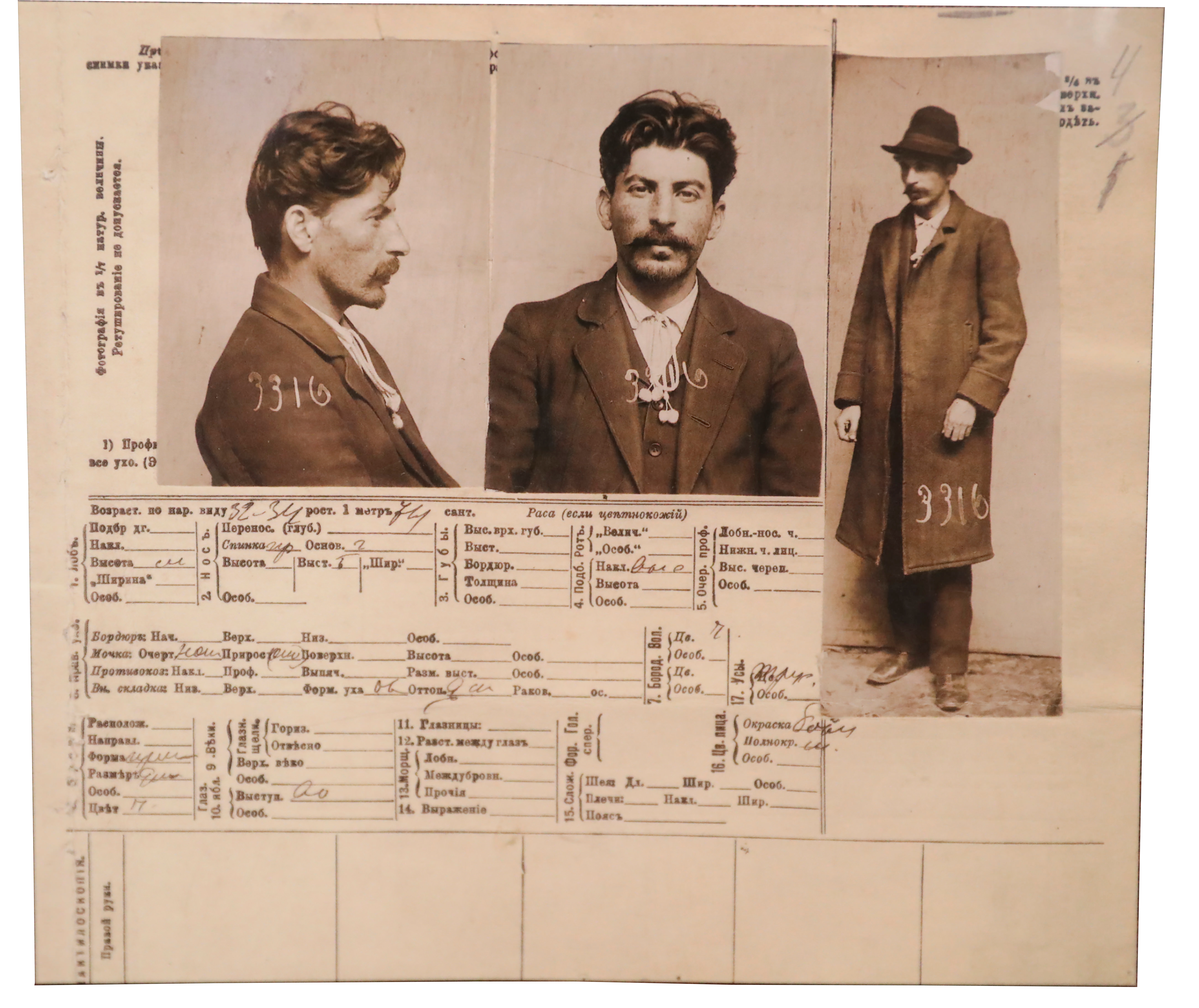
Регистрационная карточка петербургского охранного отделения. 1912 г.

В 1912—1913 годах, работая в Петербурге, был одним из главных сотрудников в первой массовой большевистской газете «Правда». 5 мая 1912 года, в день выхода первого номера газеты «Правда», Сталин был арестован и сослан в Нарым (Нарымский край). Через 39 дней бежал (5-й побег) и вернулся в Петербург 12 сентября 1912 года. Руководил избирательной кампанией большевиков в Государственную думу IV созыва: «Сталин, — вспоминал А. Е. Бадаев, — приехал в Петербург в сентябре за несколько дней до выборов уполномоченных на заводах и фабриках и сразу окунулся в гущу движения».
Осенью и в конце 1912 года ездил за границу, встречался с Лениным. С избранием Петровского и Малиновского в Госдуму и с арестом в конце 1912 года Голощекина и Белостоцкого, Иосиф Джугашвили оказался единственным членом ЦК, работающим в условиях подполья.
За границей он подготовил и в начале 1913 года в журнале «Просвещение» опубликовал статью «Марксизм и национальный вопрос» за подписью К. Сталин, ставшей впоследствии его новым партийным псевдонимом.
В марте 1913 года Сталин снова был арестован, заключён в тюрьму и по этапу выслан в Туруханский край Енисейской губернии, где пробыл до конца осени 1916 года (см. также Туруханская ссылка Сталина).
11 июля 1913 года Сталин прибывает в Красноярск, откуда его перевозят в село Монастырское Туруханского края. В ссылке Сталин, кроме села Монастырское, в разное время пребывает в других населённых пунктах Туруханского края: в городе Туруханск, в селе Костино (с сентября 1913 по март 1914 года), в селе Курейка (с марта 1914 по 14 декабря 1916 года). В сентябре 1913 года Сталин навещал находящегося в соседнем селе Селиваниха ссыльного большевика Я. М. Свердлова. В ссылке переписывался с Лениным.

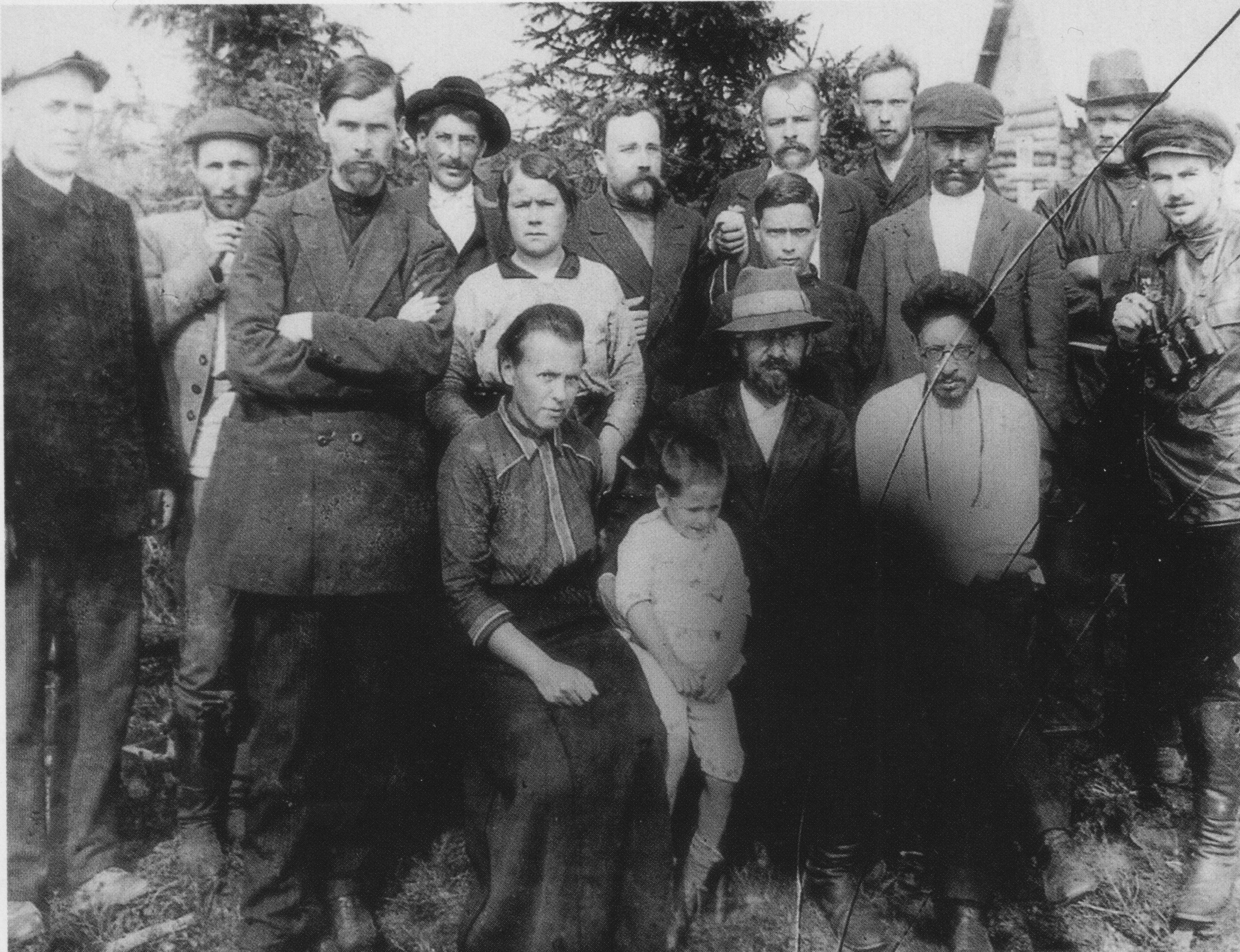
Сталин в группе ссыльных большевиков (среди них Каменев, Спандарян, Свердлов) Туруханск 1915 г.

С началом Первой мировой войны выступил со специальным письмом, осуждающим оборончество. В ссылке Сталин переводил книгу Розы Люксембург.
В июле 1915 года в Монастырском Сталин участвовал в совещании с сосланными депутатами-большевиками во главе с А. Е. Бадаевым, а также с Л. Б. Каменевым и другими.
В октябре 1916 года правительство приняло решение призвать всех административно-ссыльных отбывать воинскую повинность. В декабре 1916 года Сталин как призывник был переправлен в город Красноярск, однако в начале февраля 1917 года был освобождён от призыва по состоянию здоровья, из-за неполного разгибания левой руки в локте. Ссылка Сталина продолжилась в городе Ачинске, откуда он 12 марта 1917 года через Красноярск вернулся в Петроград.
До 1917 года Иосиф Джугашвили пользовался большим количеством псевдонимов, в частности: Бесошвили, Нижерадзе, Чижиков, Иванович. Из них, помимо псевдонима «Сталин» (основа псевдонима — фамилия переводчика на русский язык поэмы «Витязь в тигровой шкуре» Сталинского), самым известным стал псевдоним Коба (означает «неукротимый»). В 1912 году Иосиф Джугашвили окончательно принимает псевдоним «Сталин».

## Комментарии
1. ↑  Существует версия, согласно которой фамилия Джугашвили — не грузинская, а осетинская. Косвенным свидетельством того, что у Сталина могли быть осетинские предки по мужской линии, является информация, изложенная в статье С. Кравченко и Н. Максимова «Зри в корни» Архивная копия от 15 июня 2013 на Wayback Machine (журнал «Русский Newsweek»), в которой утверждается, что внук Сталина — театральный режиссёр А. В. Бурдонский — согласился сдать образец ДНК. Поступившие расшифровки показали, что ДНК Иосифа Виссарионовича принадлежит к гаплогруппе G2. Сотрудник лаборатории популяционной генетики человека медико-генетического научного центра РАМН Олег Балановский утверждает, что «Её представители, зародившись в Индии или Пакистане 14 300 лет тому назад, распространились 12 500 лет назад по центральной Азии, Европе и Среднему Востоку. На территории бывшего СССР представители этой гаплогруппы живут как на Северном Кавказе, так и в Грузии. Однако, по некоторым данным, самая высокая частота этой гаплогруппы — у осетин». Одноклассник Иосифа Джугашвили по семинарии И. Иремашвили в своей книге «Сталин и трагедия Грузии», изданной в Германии на немецком в 1932 году в издательстве Verfasser, утверждает, что отец Сталина Бесо Иванович Джугашвили «по национальности осетин»
2. ↑  Историк Г. И. Чернявский пишет, что в книге регистраций Успенского собора в г. Гори значится имя Иосифа Джугашвили и далее следует запись: «1878. Родился 6 декабря. Крестился 17 декабря. Родители — жители города Гори крестьянин Виссарион Иванов Джугашвили и его законная жена Екатерина Георгиевна. Крёстный отец — житель Гори крестьянин Цихатришвили». Им делается вывод, что подлинной датой рождения Сталина является 6 (18) декабря 1878 года. Отмечается, что, по сведениям Санкт-Петербургского губернского жандармского управления, датой рождения И. В. Джугашвили значится 6 декабря 1878 года, а в документах Бакинского жандармского управления годом рождения помечен 1880 год. В то же время встречаются документы полицейского ведомства, где годом рождения Иосифа Джугашвили значатся 1879 и 1881 годы. В документе, собственноручно заполненном И. В. Сталиным в декабре 1920 года, — анкете шведской газеты Folkets Dagblad Politiken — значится год рождения — 1878-й.
3. ↑  Михаил и Георгий
4. ↑  Вопрос о сотрудничестве Сталина с Охранным отделением долгое время оставался дискуссионным. Историк З. Л. Серебрякова утверждала, что Сталин сотрудничал с полицией и был на связи с агентом Охранного отделения Р. В. Малиновским (см.: Серебрякова З. Л. Сталин и царская охранка // Совершенно секретно, № 7, 1990, стр. 21). Биограф Рыбас, со ссылкой на работу З. И. Перегудовой «Политический сыск России», утверждает: «Спустя 100 лет, когда стали известны документы Департамента полиции по секретной агентуре, историки смогли доказать, что обвинения Сталина в сотрудничестве с полицией были сфальцифицированными» (Рыбас С. Ю. Сталин. — М.: Молодая гвардия, 2010, стр. 16). Перегудова пишет: «Архивист первый заявит о том, что Сталин был секретным сотрудником, если будет найден документ, который с достоверностью свидетельствовал бы об этом. Вся совокупность документов, которая на сегодняшний день находится в распоряжении историков, не позволяет, однако, сделать такого вывода.» (см.: З. И. Перегудова. Политический сыск России (1880—1917 гг.). — М.: РОССПЭН, 2000.). Сотрудничество Сталина с Охранным отделением {{подст:АИ2|убедительно опровергла}} О. В. Эдельман в работе «Сталин. Биография в документах (1878 — март 1917).»
5. ↑  Бесо — уменьшительное от Виссарион
6. ↑  Считается (с опорой на мнение Иремашвили), что этот псевдоним Иосиф Джугашвили принял по имени героя романа Александра Казбеги «Отцеубийца» — благородного разбойника, который, по словам Иремашвили, был кумиром юного Иосифа. По утверждению Иремашвили, «Коба стал для Coco богом, смыслом его жизни. Он хотел бы стать вторым Кобой, борцом и героем, знаменитым, как этот последний» (Цит. по: Роберт Такер. Сталин. Путь к власти 1879—1929. История и личность. — М.: Прогресс, 1991 г., 480 стр.). По мнению исследователя псевдонимов Сталина, историка В. В. Похлёбкина, псевдоним «Коба» произошёл от имени персидского царя Кавада (в другом написании Кобадеса), завоевавшего Грузию и сделавшего Тбилиси столицей страны, имя которого по-грузински и звучит «Коба». Кавад был известен как сторонник маздакизма — движения, пропагандировавшего раннекоммунистические взгляды. Как утверждает исследователь, следы интереса Сталина к Персии и Каваду находят в его речах 1904—1907 годов Похлёбкин В. В. [«Великий псевдоним».] — М.: ТОО «ЮДИТ», КП «Алтай», — 1996, 158 с.).  (недоступная ссылка). В биографии Сталина, написанной Л. Д. Троцким, значится, что на Кавказе у Сталина было прозвище Кинто, что — по версии Троцкого — означает «ловкий плут и циник» (см.: Троцкий Л. Д. Сталин. В 2 т. Т. 1 Архивная копия от 2 июня 2013 на Wayback Machine — М.: ТЕРРА, 1996. — 324 с.)